# MLB All-Star Game 2014
Das MLB All-Star Game 2014 war die 85. Auflage des Major League Baseball All-Star Game zwischen den Auswahlteams der American League (AL) und der National League (NL). Es fand am 15. Juli 2014 im Target Field in Minneapolis, Minnesota statt.
Die siegreiche American League bekam zum Finale der MLB-Saison 2014 den Heimvorteil bei der World Series 2014.

## Letzter Roster-Platz
Nach der Bekanntgabe der Roster findet eine zweite Abstimmung statt, um den jeweils letzten verbleibenden Platz im Roster zu vergeben. Die Gewinner des All-Star Final Vote waren dieses Jahr zwei Spieler aus Chicago: für die American League Chris Sale von den Chicago White Sox und für die National League Anthony Rizzo von den Chicago Cubs.
| American League  | American League | American League | National League | National League | National League |
| Spieler          | Team            | Pos             | Spieler         | Team            | Pos             |
| ---------------- | --------------- | --------------- | --------------- | --------------- | --------------- |
| Dallas Keuchel   | HOU             | P               | Justin Morneau  | COL             | 1B              |
| Corey Kluber     | CLE             | P               | Anthony Rendon  | WSH             | 2B              |
| Rick Porcello    | DET             | P               | Anthony Rizzo   | CHC             | 1B              |
| Garrett Richards | LAA             | P               | Casey McGehee   | MIA             | 3B              |
| Chris Sale       | CWS             | P               | Justin Upton    | ATL             | OF              |

## Aufstellung (Roster)

### American League

#### Starter
| C  | Salvador Perez | KC  | 2  |
| 1B | Miguel Cabrera | DET | 9  |
| 2B | Robinson Cano  | SEA | 6  |
| SS | Derek Jeter    | NYY | 14 |
| 3B | Josh Donaldson | OAK | 1  |
| OF | Jose Bautista  | TOR | 5  |
| OF | Mike Trout     | LAA | 3  |
| OF | Adam Jones     | BAL | 4  |
| DH | Nelson Cruz    | BAL | 3  |

#### Ersatzspieler
| Feldspieler | Feldspieler       | Feldspieler | Feldspieler    |
| Position    | Spieler           | Team        | All-Star Games |
| ----------- | ----------------- | ----------- | -------------- |
| C           | Derek Norris      | OAK         | 1              |
| C           | Matt Wieters      | BAL         | 3              |
| C           | Kurt Suzuki       | MIN         | 1              |
| 1B          | José Abreu        | CWS         | 1              |
| 1B          | Edwin Encarnación | TOR         | 2              |
| 1B          | Brandon Moss      | OAK         | 1              |
| 2B          | José Altuve       | HOU         | 2              |
| 3B          | Kyle Seager       | SEA         | 1              |
| 3B          | Adrián Beltré     | TEX         | 4              |
| SS          | Alexei Ramírez    | CWS         | 1              |
| OF          | Michael Brantley  | CLE         | 1              |
| OF          | Yoenis Céspedes   | OAK         | 1              |
| OF          | Alex Gordon       | KC          | 2              |
| DH          | Víctor Martínez   | DET         | 5              |

| Pitcher         | Pitcher | Pitcher        | Pitcher |
| Spieler         | Team    | All-Star Games |         |
| --------------- | ------- | -------------- | ------- |
| Dellin Betances | NYY     | 1              |         |
| Mark Buehrle    | TOR     | 5              |         |
| Yu Darvish      | TEX     | 3              |         |
| Sean Doolittle  | OAK     | 1              |         |
| Félix Hernández | SEA     | 5              |         |
| Greg Holland    | KC      | 2              |         |
| Scott Kazmir    | OAK     | 3              |         |
| Jon Lester      | BOS     | 3              |         |
| Glen Perkins    | MIN     | 2              |         |
| David Price     | TB      | 4              |         |
| Max Scherzer    | DET     | 2              |         |
| Masahiro Tanaka | NYY     | 1              |         |
| Chris Sale      | CWS     | 3              |         |

### National League

#### Starter
| C  | Yadier Molina    | STL | 6 |
| 1B | Paul Goldschmidt | ARI | 2 |
| 2B | Chase Utley      | PHI | 6 |
| 3B | Aramis Ramírez   | MIL | 3 |
| SS | Troy Tulowitzki  | COL | 4 |
| OF | Andrew McCutchen | PIT | 4 |
| OF | Carlos Gómez     | MIL | 2 |
| OF | Yasiel Puig      | LAD | 1 |

#### Ersatzspieler
| Feldspieler | Feldspieler       | Feldspieler | Feldspieler    |
| Position    | Spieler           | Team        | All-Star Games |
| ----------- | ----------------- | ----------- | -------------- |
| C           | Jonathan Lucroy   | MIL         | 1              |
| C           | Devin Mesoraco    | CIN         | 1              |
| 1B          | Freddie Freeman   | ATL         | 2              |
| 1B          | Anthony Rizzo     | CHC         | 1              |
| 2B          | Dee Gordon        | LAD         | 1              |
| 2B          | Daniel Murphy     | NYM         | 1              |
| SS          | Starlin Castro    | CHC         | 3              |
| 3B          | Matt Carpenter    | STL         | 2              |
| 3B          | Todd Frazier      | CIN         | 1              |
| OF          | Charlie Blackmon  | COL         | 1              |
| OF          | Josh Harrison     | PIT         | 1              |
| OF          | Hunter Pence      | SF          | 3              |
| OF          | Giancarlo Stanton | MIA         | 2              |

| Pitcher             | Pitcher | Pitcher        | Pitcher |
| Spieler             | Team    | All-Star Games |         |
| ------------------- | ------- | -------------- | ------- |
| Madison Bumgarner   | SF      | 2              |         |
| Aroldis Chapman     | CIN     | 3              |         |
| Johnny Cueto        | CIN     | 1              |         |
| Clayton Kershaw     | LAD     | 4              |         |
| Zack Greinke        | LAD     | 2              |         |
| Hyun jin Ryu        | LAD     | 5              |         |
| Craig Kimbrel       | ATL     | 4              |         |
| Pat Neshek          | STL     | 1              |         |
| Francisco Rodriguez | MIL     | 5              |         |
| Tyson Ross          | SD      | 1              |         |
| Jeff Samardzija     | CHC     | 1              |         |
| Julio Teherán       | ATL     | 1              |         |
| Adam Wainwright     | STL     | 3              |         |
| Tony Watson         | PIT     | 1              |         |
| Jordan Zimmermann   | WSH     | 2              |         |

## Spiel

### Startaufstellung
| National League | National League   | National League | National League | American League | American League | American League | American League |
| Order           | Player            | Team            | Position        | Order           | Player          | Team            | Position        |
| --------------- | ----------------- | --------------- | --------------- | --------------- | --------------- | --------------- | --------------- |
| 1               | Andrew McCutchen  | PIT             | CF              | 1               | Derek Jeter     | NYY             | SS              |
| 2               | Yasiel Puig       | LAD             | RF              | 2               | Mike Trout      | LAA             | LF              |
| 3               | Troy Tulowitzki   | COL             | SS              | 3               | Robinson Canó   | SEA             | 2B              |
| 4               | Paul Goldschmidt  | ARI             | 1B              | 4               | Miguel Cabrera  | DET             | 1B              |
| 5               | Giancarlo Stanton | MIA             | DH              | 5               | José Bautista   | TOR             | RF              |
| 6               | Aramis Ramírez    | MIL             | 3B              | 6               | Nelson Cruz     | BAL             | DH              |
| 7               | Chase Utley       | PHI             | 2B              | 7               | Adam Jones      | BAL             | CF              |
| 8               | Jonathan Lucroy   | MIL             | C               | 8               | Josh Donaldson  | OAK             | 3B              |
| 9               | Carlos Gómez      | MIL             | LF              | 9               | Salvador Pérez  | KC              | C               |
|                 | Adam Wainright    | STL             | P               |                 | Félix Hernández | SEA             | P               |

### Zusammenfassung
| Team            | 1 | 2 | 3 | 4 | 5 | 6 | 7 | 8 | 9 | R | H | E |
| --------------- | - | - | - | - | - | - | - | - | - | - | - | - |
| National League | 0 | 2 | 0 | 1 | 0 | 0 | 0 | 0 | 0 | 3 | 8 | 1 |
| American League | 3 | 0 | 0 | 0 | 2 | 0 | 0 | 0 | X | 5 | 7 | 0 |

Starting Pitchers: NL – Félix Hernández  AL – Adam Wainwright   WP: Max Scherzer (1–0)   LP: Pat Neshek (0–1)  SV: Glen Perkins (1)  
- Spieldauer: 3:13
- Zuschauer: 41.048